# PRKAG1
PRKAG1 (англ. Protein kinase AMP-activated non-catalytic subunit gamma 1) – білок, який кодується однойменним геном, розташованим у людей на короткому плечі 12-ї хромосоми. Довжина поліпептидного ланцюга білка становить 331 амінокислот, а молекулярна маса — 37 579.
| 10         |  | 20         |  | 30         |  | 40         |  | 50         |
| ---------- |  | ---------- |  | ---------- |  | ---------- |  | ---------- |
| METVISSDSS |  | PAVENEHPQE |  | TPESNNSVYT |  | SFMKSHRCYD |  | LIPTSSKLVV |
| FDTSLQVKKA |  | FFALVTNGVR |  | AAPLWDSKKQ |  | SFVGMLTITD |  | FINILHRYYK |
| SALVQIYELE |  | EHKIETWREV |  | YLQDSFKPLV |  | CISPNASLFD |  | AVSSLIRNKI |
| HRLPVIDPES |  | GNTLYILTHK |  | RILKFLKLFI |  | TEFPKPEFMS |  | KSLEELQIGT |
| YANIAMVRTT |  | TPVYVALGIF |  | VQHRVSALPV |  | VDEKGRVVDI |  | YSKFDVINLA |
| AEKTYNNLDV |  | SVTKALQHRS |  | HYFEGVLKCY |  | LHETLETIIN |  | RLVEAEVHRL |
| VVVDENDVVK |  | GIVSLSDILQ |  | ALVLTGGEKK |  | P          |  |            |

A: Аланін

C: Цистеїн

D: Аспарагінова кислота

E: Глутамінова кислота

F: Фенілаланін

G: Гліцин

H: Гістидин

I: Ізолейцин

K: Лізин

L: Лейцин

M: Метіонін

N: Аспарагін

P: Пролін

Q: Глутамін

R: Аргінін

S: Серин

T: Треонін

V: Валін

W: Триптофан

Кодований геном білок за функцією належить до фосфопротеїнів. 
Задіяний у таких біологічних процесах, як метаболізм жирних кислот, метаболізм ліпідів, біосинтез жирних кислот, біосинтез ліпідів, альтернативний сплайсинг. 
Білок має сайт для зв'язування з АТФ, нуклеотидами. 